# Tommy Doyle
Thomas Glyn Doyle, född 17 oktober 2001, är en engelsk fotbollsspelare som spelar för Wolverhampton Wanderers.

## Karriär
Den 4 juli 2022 lånades Doyle ut av Manchester City till Sheffield United på ett säsongslån. Den 1 september 2023 lånades han ut till Wolverhampton Wanderers på ett säsongslån. Den 3 maj 2024 utnyttjade Wolverhampton Wanderers en köpoption i låneavtalet och värvade Doyle på ett fyraårskontrakt.